# Rudki (powiat staszowski)
Rudki – wieś w Polsce położona w województwie świętokrzyskim, w powiecie staszowskim, w gminie Szydłów.
W latach 1975–1998 miejscowość należała administracyjnie do województwa kieleckiego.

## Współczesne części wsi
Poniżej w tabeli 1 integralne części wsi Rudki (0274980) z aktualnie przypisanym im numerem SIMC (zgodnym z Systemem Identyfikatorów i Nazw Miejscowości) z katalogu TERYT (Krajowego Rejestru Urzędowego Podziału Terytorialnego Kraju).
| SIMC    | Nazwa      | Rodzaj             |
| ------- | ---------- | ------------------ |
| 0274996 | Modrzewiec | część miejscowości |
| 0275004 | Rudki Duże | część miejscowości |
| 0275010 | Rudki Małe | przysiółek         |

## Dawne części wsi – obiekty fizjograficzne
W latach 70. XX wieku przyporządkowano i opracowano spis lokalnych części integralnych dla Rudek zawarty w tabeli 2.

| Nazwa wsi – miasta | Nazwy części wsi – miasta                 | Nazwy obiektów fizjograficznych – charakter obiektu                       |
| ------------------ | ----------------------------------------- | ------------------------------------------------------------------------- |
| I. Gromada POTOK   |                                           |                                                                           |
| 1. Rudki           | 1. Modrzewiec 2. Rudki Duże 3. Rudki Małe | 1. Chłopski Las — las 2. Koleń 3. Marchewki — część lasu 4. Rudecki — las |